# SciELO
SciELO (Scientific Electronic Library Online) ist eine frei zugängliche Datenbank aus Brasilien, die wissenschaftliche Veröffentlichungen aus e-Journals bzw. Open-Access-Zeitschriften sammelt. SciELO wurde 1997 gegründet und umfasste im Juni 2022 394 Zeitschriften mit über 26.000 Bänden und über 450.000 Paper. Infrastruktur und Software von SciELO wurden zu Beginn vom Brasilianischen Staat finanziert, unter anderem vom Conselho Nacional de Desenvolvimento Científico e Tecnológico. Dies ermöglicht die Publikation der Zeitschriften als Diamond Open Access.
SciELO war die erste internationale Datenbank, die alle Volltexte im Open Access anbot. Sie enthält nicht nur Veröffentlichungen aus Brasilien, sondern mittlerweile aus 239 Ländern in 9 Sprachen.
Vergleichbare Datenbanken sind PubMed und J-STAGE.

## Freier Zugang
2013 feierte SciELO sein 15-jähriges Bestehen. Open Access steht seit langem für den Zugang zu wissenschaftlichem Material. Open Access kann jedoch auch den Zugang zu den Mitteln für die Produktion sichtbarer und anerkannter Zeitschriften bedeuten. Dieses Thema ist besonders wichtig in Entwicklungs- und Schwellenländern, wo es andere Vorteile und Herausforderungen für die Veröffentlichung wissenschaftlicher Zeitschriften in und von Schwellenländern gibt. SciELO hat auch einen Blog mit dem Titel "SciELO in Perspective", in dem Wissenschaftler und Forscher Artikel veröffentlichen, die sich an ein breiteres Publikum richten.